# الیبیلی، ترساس
الیبیلی، ترساس (به لاتین: Alibeyli, Tarsus) یک منطقهٔ مسکونی در ترکیه است که در استان مرسین واقع شده‌است.

## خصوصیات
الیبیلی ۳۰۴ نفر جمعیت دارد و ۴۸۰ متر بالاتر از سطح دریا واقع شده‌است.